# Ковтаюча акула португальська
Ковтаюча акула португальська (Centrophorus lusitanicus) — акула з роду Ковтаюча акула родини Ковтаючі акули. Інша назва «низькоплавцева ковтаюча акула».

## Опис
Загальна довжина досягає 1,6 м. Голова помірно довга та широка. Морда помірно довга, широко параболічної форми. Очі овальні. Ширина рота майже дорівнює ширині морди або трохи коротше. Зуби верхньої та нижньої щелеп утворюють безперервну та гостру ріжучу крайку. Тулуб масивний, щільний, веретеноподібний. Шкіряні зубчики близько розташовані один від одного, але не перекривають. Ці зубчики мають горизонтальну форму та 2 хребця, що сходяться позаду у зубчик. Грудні плавці короткі, їх задні кінці мають кутові верхівки та сильно розширені. Має 2 низьких спинних плавця, задній трохи вище за передній. У них широка основа та великі шипи. Основа першого спинного плавця більша за основу другого. Анальний плавець відсутній. Хвостовий плавець широкий, нижня лопать слабко розвинена.
Забарвлення спини темно-сіро-коричнева. Черево дещо світліше.

## Спосіб життя
Тримається на глибинах від 300 до 1400 м. Здійснює добові міграції. Активна акула. Живиться дрібними акулами, костистою рибою, кальмарами, каракатицями, невеликими восьминогами, креветками та омарами.
Статева зрілість у самців настає при розмірі 72-128 см, самиць — 88-144 см. Це яйцеживородна акула. Самиця народжує до 6 акуленят завдовжки 30 см.
Використовується для виробництва рибного борошна та отримання сквалена з печінки.

## Розповсюдження
Мешкає біля узбережжя Португалії, від Сенегалу до Камеруну, Мозамбіку, Мадагаскару, Тайваню.